# Luca Mazzitelli
Luca Mazzitelli (Rome, 15 november 1995) is een Italiaans voetballer die doorgaans als centrale middenvelder speelt. Hij verruilde AS Roma in februari 2016 voor US Sassuolo.

## Clubcarrière
Mazzitelli werd geboren in Rome en sloot zich aan bij AS Roma. Op 18 mei 2014 debuteerde hij in het shirt van AS Roma in het laatste competitieduel van het seizoen tegen Genoa CFC. Hij mocht na 59 minuten invallen voor Federico Ricci. Genoa won de wedstrijd met het kleinste verschil na een treffer van de Griek Ioannis Fetfatzidis.

## Interlandcarrière
Mazzitelli debuteerde in 2012 voor Italië –17, waarvoor hij twee interlands speelde.
1 Russo ·
2 Missori ·
3 Doig ·
7 Volpato ·
8 Ghion ·
9 Mulattieri ·
10 Berardi ·
11 Boloca ·
12 Satalino ·
14 Obiang ·
15 Pieragnolo ·
17 Paz ·
19 Romagna ·
20 Lovato ·
23 Toljan ·
24 Moro ·
25 D'Andrea ·
26 Odenthal ·
28 Antiste ·
29 Caligara ·
31 Moldovan ·
35 Lipani ·
40 Iannoni ·
42 Thorstvedt ·
45 Laurienté ·
47 Consigli  ·
55 Kumi ·
77 Pierini ·
80 Muharemović ·
Coach: Grosso
· Keeperstrainer: Orlandoni